# Jean-Claude Logé
 (mars 2025).
Jean-Claude Logé, né le 30 mars 1941 en Belgique, est un entrepreneur dans le domaine des services utilisant la micro-informatique. 
Il crée en 1983, avec Bernard Lescot et Pierre Herpain, la société Systemat, rachetée par Spie en 2018.
Il est un  notable actif en Chambre de Commerce pour les PME-PMI jusqu'en 2017.
En janvier 2011, il quitte la direction de son entreprise.

## Biographie
Jean-Claude Logé est né le 30 mars 1941 en Belgique. Son père, Robert Logé, était avocat. Il est mort à 57 ans, en 1972 dans un accident de voiture. Sa mère, Marie-Madeleine de Thier, est décédée en 2010.
Marié à 23 ans avec Marie Claire Haas dont il divorce en 2011, Jean-Claude Logé est père de trois enfants : Philippe Logé, Nicolas Logé et Isabelle Logé.
Remarié le 10 août 2013 avec Huguette Elsocht, avec qui il vécut au Sénégal, ils divorcent en octobre 2018.
En 1963, il obtient une licence en sciences commerciales et financières à l'université de Louvain, et commence sa carrière chez Inesco, une filiale commerciale du Groupe Cofinindus-Brufina. Il fonde, avec deux amis, en 1968 la société Sogeca, courtier d'assurances, revendue en 1972 à la Cobepa. Il crée ensuite une nouvelle société de courtage d'assurances, United Brokers, puis une société d'assistance, France Secours International.
En 1983, alors que l'informatique commence à révolutionner le monde, il découvre le Personal Computer XT lancé par IBM. Son ami Pierre Herpain l'aide à reprendre la société Systemat alors petit agent IBM en difficulté, assortie de l'agrément IBM pour distribuer leurs ordinateurs ; Logé revend ses sociétés d'assurance,.

### Systemat
Dès 1985, les logiciels de comptabilité-gestion Popsy et Systemix proposés par Systemat permettent de fidéliser clients pour atteindre près de 14 000 licences et 20 000 utilisateurs quotidiens en 2010.

#### Les années 1990: l'expansion

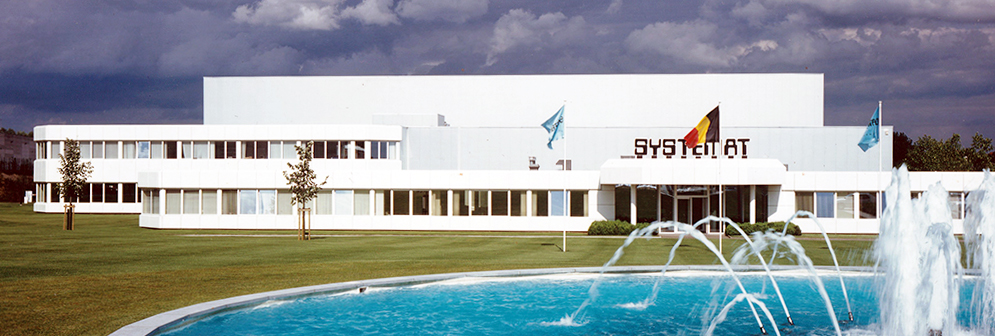

En 1990, à l'initiative de Jean-Claude Logé, les activités de Systemat sont déplacées à Lasne, dans le Brabant Wallon, provoquant des polémiques dans sa commune d'adoption considérée comme zone résidentielle par ses habitants.
La société Systemat crée près de 2 000 emplois entre 1984 et 2000. En l'espace de 10 ans, entre 1984 et 1994, son chiffre d’affaires consolidé est passé de 53 millions à 1,4 milliard de francs belges, soit près de 35 millions d'euros. 
À partir de l’année 1994, Systemat devient une société attractive pour les investisseurs. Elle fait son entrée en bourse de Bruxelles en mars 1997, sous la conduite de Jacques de Vaucleroy de la banque ING. Renforcée par ses nouveaux investisseurs, Systemat poursuivit son expansion internationale pour se hisser parmi les 10 premiers distributeurs informatiques européens réunis dans ICG, International Computer Group.

#### La crise de la bulle Internet
À partir des années 2000, Systemat commence à être affectée par ses importants investissements internationaux et par les répercussions de la crise de la bulle Internet. Elle décide d'adopter une stratégie de repli vers ses activités initiales en Belgique et au GD Luxembourg en cédant ses filiales en France, au Portugal, au Maghreb et dans les Dom-Tom.
Ce choix stratégique permet à Systemat de regagner la confiance des marchés boursiers. À partir de 2006, Systemat retrouve l'équilibre et ses résultats sont en hausse. En 2007, son titre remonte significativement à la bourse de Bruxelles, soutenu par des nouveaux contrats qu'elle signe sur le marché belge, comme, par exemple, le projet Cyberclasses qui visait l'équipement informatique des écoles avec près de 40 000 ordinateurs et plus de 3 000 serveurs.
Alors qu'en 2010, le chiffre d'affaires de Systemat avoisine les 110 millions d'euros, avec une croissance de près de 8 %, son logiciel Popsy continue sa progression sur le marché belge en précurseur de l'e-facturation. Les ventes de Popsy représentent près de 7 millions d’euros de chiffre d’affaires et près de 20 % de la marge brute totale du groupe.

### Manager de l’année
Jean-Claude Logé est élu manager de l'année en 1995 par les lecteurs du magazine belge Trends-Tendances.
À la suite de cette élection, le chiffre d’affaires de sa société Systemat double en un an et, dès 1995, il devient un homme public. Dès lors, Il consacre l’essentiel de son temps à la notoriété de son entreprise en donnant de nombreuses interviews et conférences dans toute la Belgique pour défendre les PME-PMI, les entrepreneurs et l’esprit d’entreprise.

### Chambre de Commerce de Wallonie
En 1998, Jean-Claude Logé est nommé Président de la Chambre de Commerce et d'Industrie de Charleroi, puis de leur regroupement dans la Chambre de Commerce de Wallonie. Il rencontre d'importantes difficultés avec les différents interlocuteurs de la Chambre de Commerce qu’il accuse publiquement de ne pas la soutenir, au détriment des PME qu'il continuera à défendre durant toute sa carrière.

### E-Capital
En 1999, Jean-Claude Logé s'allie avec quelques autres entrepreneurs dont Yves Trouveroy, Pierre Mottet de chez IBA, Laurent Minguet d'EVS, et Pierre De Meulenaere d’IRIS, pour créer un fonds d’investissement baptisé E-Capital destiné à soutenir des PME-PMI dans leurs croissances.
Le fond E-Capital est rapidement doté de 35 millions d’euros apportés par ces investisseurs qui réalisaient leur volonté de faciliter l’accès au capital à risque. De nombreuses sociétés, telle que « Famous Clothes Caméléon »,, bénéficièrent d’apports en capitaux depuis la création du fonds.
Malgré les difficultés rencontrées lors de la crise de la bulle Internet, « E-Capital » s’est développée sous l’impulsion d’Yves Trouveroy et de Jérôme Lamfalussy. Partenaires de cette société, ils ont prolongé leurs investissements dans E-Capital II avec une nouvelle levée de fonds de 32 millions d'euros, et ensuite dans E-Capital III avec un tour de table de 95 millions d'euros.[réf. nécessaire]

### 2010: la scission
Le 30 décembre 2010, la cotation du titre Systemat est suspendue à l’ouverture de la bourse de Bruxelles. Le marché attend l’annonce de la scission de la société en deux parties : d’une part, les activités de services informatiques du groupe reprises par deux membres de la direction, Vincent Schaller et Pierre Focant, sous forme d’un Management Buy-Out (MBO), avec la majorité du personnel de l’époque, soit près de 340 employés. Cette nouvelle structure conserve le nom « Systemat » pour exploiter toutes les activités d'infrastructure.
Le reste des actifs de la société Systemat, rebaptisée « Softimat », reste cotée en bourse de Bruxelles, en conservant l’exploitation des logiciels de gestion de comptabilité Popsy, Dimasys, un important patrimoine immobilier et une trésorerie de l'ordre de 15 millions d'euros.
En janvier 2011, à 70 ans, Jean-Claude Logé abandonne toutes ses fonctions opérationnelles à la direction de Systemat.
Popsy fait également l'objet d'un MBO en 2012 se retirant de Softimat.

### 2018: la reprise par SPIE
Après la scission, Systemat poursuivit ses activités de services informatiques et remporta des contrats importants, tel le contrat Desktop de la commission européenne couvrant 87 000 postes de travail.
En février 2018, Systemat a été acquise à 100 % par la société multinationale SPIE,,.

### Royal Léopold Club
Membre sportif du Royal Léopold Club d'Uccle depuis son enfance, Jean-Claude Logé réunit en 2007 un groupe de petits actionnaires, dont Guy Lammens, Georges Walckiers, et Jean-Pierre Wellens, au sein d'une fondation privée baptisée « Les amis du Léo ». Ceux-ci se sont donnés comme objectif de soutenir le Royal Léopold Club qui est la cible de spéculateurs immobiliers.
En 2017, une violente polémique s'engage entre Jean-Claude Logé et le Royal Léopold Club qui lui reproche des comportements et des propos inappropriés. Il est alors exclu du club. L'affaire est portée en justice par Jean-Claude Logé qui est lui-même débouté et condamné par les tribunaux de Bruxelles.

## L'Afrique

### Fondation HDC CAP Skirring
Un an après sa démission de la direction de Systemat, en 2012, Jean-Claude Logé décide de quitter la Belgique pour s'installer au Sénégal à Diembering dans la baie de Boucotte, à proximité du Cap Skirring.
Dès son arrivée au Sénégal, il crée et finance l’ONG de droit belge Fondation Health Development Childhood Cap Skirring (HDC) qui a pour but l'amélioration des conditions d’existence des habitants de la région de Cap Skirring. La Fondation HDC Cap Skirring soutient le Cocon de Cabrousse qui accueille des orphelins, l'école maternelle d’enseignement public Facoly, l'infirmerie de Diembering, l'antenne médicale de Cabrousse, des activités de tourisme et d’hôtellerie, un centre de promotion de l’artisanat et de valorisation de produits locaux, un élevage modèle de cochons et de poules, et une plantation d'hibiscus pour récolter les fleurs de bissap.
Le 21 mai 2016, Jean-Claude Logé est victime d'une tentative d'assassinat fomentée par sa deuxième femme, Huguette Elsocht. Convaincu que sa femme tentait de s’emparer de ses biens au Sénégal, il rentre précipitamment en Belgique avec l'aide de quelques proches et porte l’affaire en justice.

### Systemafric
Jean-Claude Logé publie des chroniques sur Facebook depuis 2012 comme sur son blog personnel sous le pseudonyme « Vilain Coco ». 
En juin 2017, Jean-Claude Logé publie aux Editions de l'Hirondelle, Systemafric, livre dans lequel il raconte son parcours d'entrepreneur et ses déboires familiaux,
Suspecté d'avoir vendu des exemplaires malgré l'interdiction judiciaire, Jean-Claude Logé publie, en juillet 2017, une nouvelle version baptisée  Systemafric 2.0. Le blook   qui reprend la sélection de ses chroniques publiées sur Facebook et transposées dans son blog personnel.
En juin 2021, Logé est condamné pour violence conjugale,,.

## Publication
- Jean-Claude Logé, Systemafric 2.0 : le blook, Éditions de l'hirondelle, 2017 (ISBN 978-2-9602040-1-8, présentation en ligne)